# Bitter Tears: Ballads of the American Indian
Bitter Tears: Ballads of the American Indian (po polsku: Gorzkie łzy: Ballady amerykańskiego Indianina) – album koncepcyjny oraz dziewiętnasty album studyjny muzyka country Johnny’ego Casha, wydany w 1964 roku przez wytwórnię Columbia Records. Utwory z albumu skupiają się na historii rdzennych Amerykanów oraz problemach, jakie ich spotykają. Cash mówił, że jego przodkowie pochodzili z plemienia Czirokezów i ten fakt był jedną z inspiracji do nagrania albumu. Na płycie Cash skupia się na szorstkim i niesprawiedliwym traktowaniu tubylczych plemion Ameryki Północnej. Piosenki zostały napisane przez Casha oraz Petera LaFarge'a, a ostatni utwór napisał Cash i Johnny Horton. Pierwsza piosenka, "As Long as the Grass Shall Grow", opowiada o utracie przez Seneków ziemi w Pensylwanii z powodu budowy Kinzua Dam na początku lat 60. XX wieku. Cash nagrał tę piosenkę ponownie kilka dekad później i wydał na płycie Unearthed. Zmodyfikował w niej jednak słowa tak, by opisywały jego oddanie i związek z June Carter Cash, z którą też nagrał wtedy ten utwór. Jedynym singlem z tego albumu jest "The Ballad of Ira Hayes", który dotarł na 3. miejsce listy Billboardu. Piosenka opowiada historię Iry Hayesa, młodego amerykańskiego żołnierza z indiańskiego plemienia Pima. Można go zobaczyć na zdjęciu Joe Rosenthala przedstawiającym zatknięcie amerykańskiego sztandaru na szczycie Suribachi przez grupę marines. Po powrocie do kraju Hayes został obwołany bohaterem narodowym i stał się sławny. Mimo to zmarł w ubóstwie w rezerwacie Indian, w którym się urodził. Przyczyną jego śmierci były problemy z alkoholem.

## Lista utworów
| 1. | "As Long as the Grass Shall Grow" (Peter La Farge) | 6:10  |
|    |                                                    |       |
| 2. | "Apache Tears" (Cash)                              | 2:34  |
|    |                                                    |       |
| 3. | "Custer" (La Farge)                                | 2:20  |
|    |                                                    |       |
| 4. | "The Talking Leaves" (Cash)                        | 3:55  |
|    |                                                    |       |
| 5. | "The Ballad of Ira Hayes" (La Farge)               | 4:07  |
|    |                                                    |       |
| 6. | "Drums" (La Farge)                                 | 5:04  |
|    |                                                    |       |
| 7. | "White Girl" (La Farge)                            | 3:01  |
|    |                                                    |       |
| 8. | "The Vanishing Race" (Cash, Johnny Horton)         | 4:02  |
|    |                                                    |       |
|    |                                                    | 31:13 |
|    |                                                    |       |

## Twórcy
- Johnny Cash – śpiew
- Luther Perkins, Norman Blake, Bob Johnson – gitara
- Marshall Grant – gitara basowa
- W.S. Holland – perkusja
- Carter Family – chórki

## Notowania na listach muzycznych
Album – Billboard (Ameryka Północna)
| Rok  | Lista          | Pozycja |
| ---- | -------------- | ------- |
| 1964 | Country Albums | 2       |
| 1964 | Pop Albums     | 47      |

Single – Billboard (Ameryka Północna)
| Rok  | Singel                    | Lista           | Pozycja |
| ---- | ------------------------- | --------------- | ------- |
| 1964 | "The Ballad of Ira Hayes" | Country Singles | 3       |